# Omar Rudberg
Omar Josué Rudberg, znany powszechnie jako Omar (ur. 12 listopada 1998 w Anaco) – wenezuelsko–szwedzki piosenkarz, autor tekstów i aktor. 
W latach 2013–2017 członek zespołu FO&O.

## Kariera

### Kariera muzyczna
W 2010 uczestniczył w castingach do telewizyjnego programu typu talent-show Talang 2010. W latach 2013–2017 był członkiem boys bandu FO&O, z którym w 2017 dotarł do finału programu Melodifestivalen 2017 z piosenką „Gotta Thing About You”. W tym samym roku zespół poinformował o zakończeniu wspólnej działalności muzycznej.
W 2018 rozpoczął karierę solową singlami: „Que pasa” (który nagrał z raperem Lamixem) i „La mesa” (z raperem Eliasem Hurtigiem). W 2019 z utworem „Om om och om igen” wziął udział w Melodifestivalen 2019, jednak nie zakwalifikował się do finału programu. W 2022 uczestniczył z utworem „Moving Like That” w Melodifestivalen 2022, ale ponownie nie awansował do finału. W tym samym roku wydał swój debiutancki solowy album studyjny pt. OMR.

### Kariera aktorska
W 2015 pojawił się w filmie krótkometrażowym Rollercoaster. W latach 2021–2024 wcielał się w rolę Simona, ucznia szkoły w Hillerska i ukochanego głównego bohatera w serialu Książęta produkcji Netflixa.
Zagrał Dantego w filmie fabularnym Karusell (2023).

## Życie prywatne
Zapytany o swoją orientację seksualną, stwierdził, że nie określa swojej seksualności i umawia się zarówno z chłopakami, jak i dziewczynami.

## Dyskografia

### Albumy
| Rok  | Dane dot. albumu |
| ---- | --- |
| 2022 | OMR - Wydany: 27 maja 2022 - Wytwórnia: TEN - Format: Digital download, streaming                                      |
| 2024 | Every Night Fantasy - Wydany: 18 października 2024 - Wytwórnia: Atlantic Records - Format: Digital download, streaming |

### Albumy EP
| Rok  | Tytuł                                | Utwory |
| ---- | ------------------------------------ | --- |
| 2021 | Omar Covers                          | 1. „It Takes a Fool to Remain Sane” 2. „Symphony” 3. „Remember”                                                       |
| 2023 | Mi Casa Su Casa (Remixes)            | 1. „Mi Casa Su Casa — Sped Up” 2. „Mi Casa Su Casa — Slow Mo” 3. „Mi Casa Su Casa — Omar's Edit” 4. „Mi Casa Su Casa” |
| 2023 | Så mycket bättre 2023 — Tolkningarna | 1. „Om du inte fanns (Don't Wait)” 2. „Höj ett glas (Fanfar)” 3. „Min första (I Will Always Be Your Soldier)”         |
| 2024 | Talk / Bye Bye                       | 1. „Talk” 2. „Bye Bye” 3. „Red Light”                                                                                 |
| 2024 | Sabotage                             | 1. „Sabotage” 2. „Talk” 3. „Bye Bye” 4. „Red Light”                                                                   |

### Single
| Rok  | Tytuł                                                 | Album                                                          |
| ---- | ----------------------------------------------------- | -------------------------------------------------------------- |
| 2018 | „Que pasa” (z Lamix)                                  | –                                                              |
| 2018 | „La mesa” (z Elias Hurtig)                            | –                                                              |
| 2019 | „Om om och om igen”                                   | –                                                              |
| 2019 | „På min telephone toda la noche”                      | –                                                              |
| 2020 | „Dum”                                                 | –                                                              |
| 2020 | „Jag e nån annan”                                     | –                                                              |
| 2020 | „Läppar”                                              | –                                                              |
| 2021 | „Alla ba ouff”                                        | –                                                              |
| 2021 | „It Takes a Fool to Remain Sane”                      | Omar Covers (EP)                                               |
| 2021 | „Yo dije ouff”                                        | –                                                              |
| 2022 | „Mi casa su casa”                                     | OMR                                                            |
| 2022 | „Moving Like That”                                    | OMR                                                            |
| 2022 | „In the Sunrise”                                      | OMR                                                            |
| 2022 | „Nakna” (z Victoria Nadine)                           | –                                                              |
| 2022 | „Todo De Ti (All That She Wants)”                     | –                                                              |
| 2022 | „Simon's Song” (from the Netflix Series Young Royals) | –                                                              |
| 2022 | „La Incondicional” (z Benjaminem Ingrosso)            | –                                                              |
| 2023 | „Call Me By Your Name” (z Claudia Neuser)             | –                                                              |
| 2023 | „She Fell in Love in the Summer”                      | –                                                              |
| 2023 | „She Fell in Love in the Summer (Acoustic)”           | –                                                              |
| 2023 | „She Fell in Love in the Summer (Additional Version)” | –                                                              |
| 2023 | „I'm So Excited”                                      | –                                                              |
| 2023 | „I'm So Excited (Club Version)”                       | –                                                              |
| 2023 | „Happier”                                             | –                                                              |
| 2023 | „Happier (House/Club Remix)”                          | –                                                              |
| 2023 | „Happier (On the Beat Remix)”                         | –                                                              |
| 2023 | „Happier (Indiefeels Remix)”                          | –                                                              |
| 2023 | „Coast Side – Carousel Remix”                         | –                                                              |
| 2023 | „Off My Mind”                                         | –                                                              |
| 2024 | „Red Light”                                           | 1. Talk / Bye Bye (EP) 2. Every Night Fantasy 3. Sabotage (EP) |
| 2025 | „I'm Not a Boy”                                       |                                                                |

## Filmografia
- 2015: Rollercoaster (film krótkometrażowy)
- 2021–2024: Książęta (serial telewizyjny) jako Simon
- 2023: Karusell jako Dante

## Nagrody i nominacje
| Rok  | Konkurs                                       | Kategoria   | Rezultat  | Źródło |
| ---- | --------------------------------------------- | ----------- | --------- | ------ |
| 2021 | Międzynarodowy Festiwal Filmowy w Sztokholmie | Rising Star | Nominacja | [ 18 ] |